# Rerum Omnium Perturbationem
 Rerum Omnium Perturbationem  è una enciclica di papa Pio XI, promulgata il 26 gennaio 1923, e scritta in occasione del III Centenario della morte di San Francesco di Sales, che il Pontefice dichiara patrono dei giornalisti e degli operatori della comunicazione.